# オオタカ

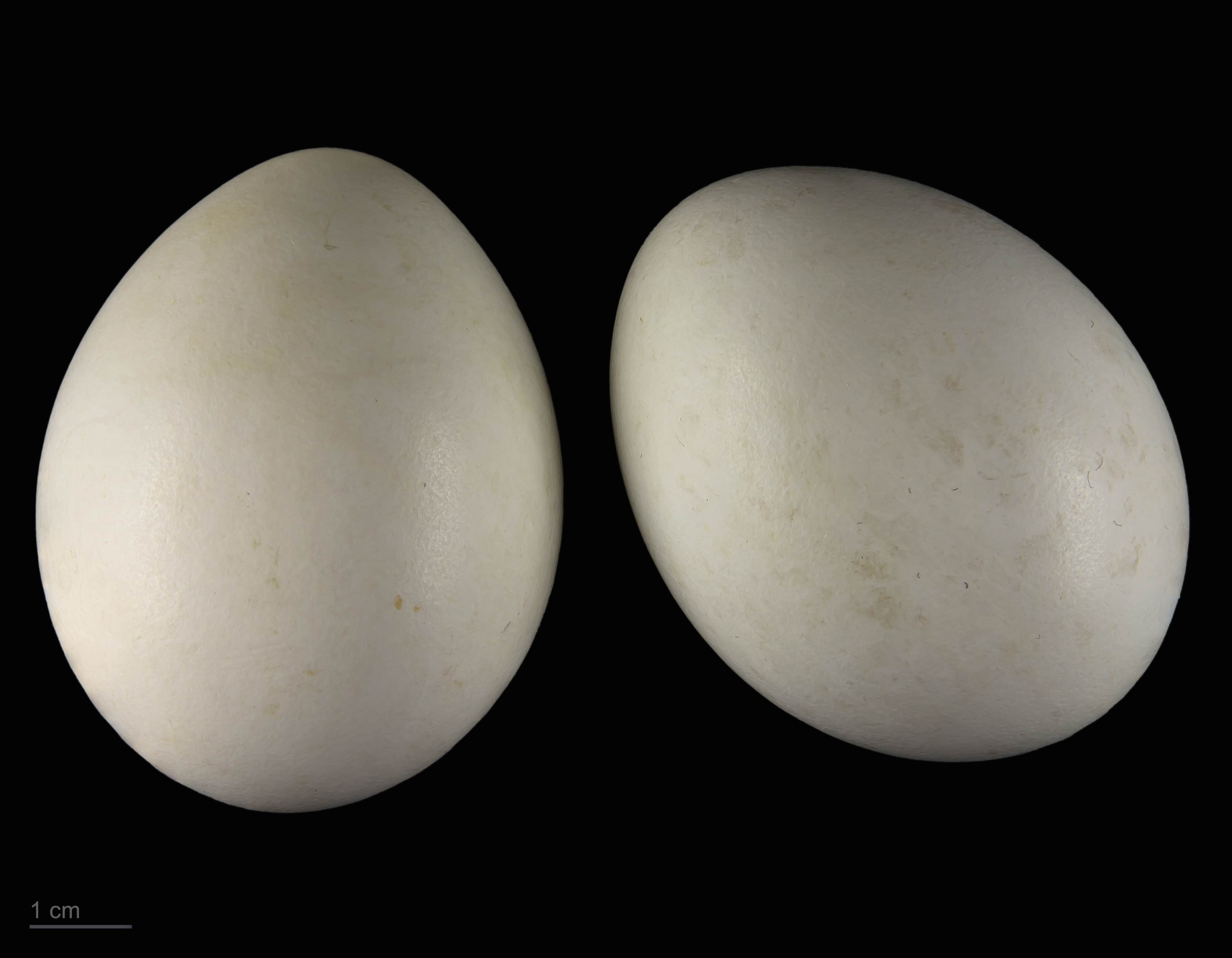
Accipiter gentilis

オオタカ（蒼鷹、大鷹、Accipiter gentilis）は、タカ目タカ科に属する鳥類で中型の種である。名前は大きさからではなく、羽の色が青みがかった灰色をした鷹を意味する「蒼鷹(アオタカ)」に由来する。
日本における鷹類の代表的な種である。古今、タカといえば、オオタカを指すことが多い。

## 形態
雄の全長約60cm、雌の全長約70cm、翼開長約100-130cm。大きさとしては同じタカ科であるトビよりも一回り小さく、カラスと同程度であるが、尾羽は長いのが特徴。小さめの体は森の中で木々や茂みの間を飛行する際に有利であるほか、長い尾羽は空中でのブレーキや方向転換に役立つと考えられている。
幼鳥の体毛は褐色をしているが、成鳥になると頭から尾羽にかけた上面が灰色になる。灰色の体毛は光の当たり方によっては青っぽくも見えるため「蒼鷹(あおたか)」と呼ばれるようになり、これが名前の由来となった。
日本の亜種は白い眉斑と黒い眼帯が特徴である。北海道ではユーラシア大陸の亜種が往来するので別種とされていたが、現在は本州の亜種と同じものとして扱われている

## 分布

オオタカの分布域

北アフリカからユーラシア大陸、北アメリカ大陸にかけて分布する。日本列島では、留鳥として南西諸島、南方諸島を除く九州以北に分布する。

### 渡り
留鳥として周年生息するオオタカもあるが、一部のオオタカは、越冬のため南下を行う場合もある。（鷹の渡り）

## 生態
平地から山岳地帯にまで生息している。飛翔能力が高く、中小型の鳥類（ハト、カモ等）や小型哺乳類（ネズミ、ウサギ、オコジョ等）、アオダイショウ、マムシなどの蛇類を空中あるいは地上で捕らえる里山の猛禽類である。食物連鎖の頂点に位置するため、生態系の自然が健全でないと生息が困難であったが、都市に多いドバトを主食にすることで、現在では都市部にも進出している（後述）。飛ぶ速さは、水平飛行時で時速80km、急降下時には時速130kmに達する。
一度狙いをつけた獲物は執拗に追い続け、それゆえ狩りの時間は長くなることもある。一日に一度の狩りで食を満たすことができる。

## 人間とのかかわり

### 人里への進出
1980年代までめったなことでは森から出てこなかったが、野鳥の保護により人を怖がらなくなり街中に進出している。2009年には、東京近郊のダム湖ではオオタカが体格的に互角のカラスを狩っていると報道されている。首都圏のオオタカについて、日本野鳥の会でも情報の収集を行っている。
東京では都心に近い明治神宮や上野恩賜公園にも定着し、2022年には皇居や赤坂御用地でも繁殖が確認されている。都市部でドバトやムクドリなどを狩り、時にはカラスの古い巣を土台に営巣して繁殖する第2～第3世代が誕生している。都市部進出の背景には、保護による個体数増で餌を巡る競合が厳しくなったことがあると推測されている。

### 鷹狩り
鷹狩りは仁徳天皇の時代には既に行われていたが、当初は多くの小鳥を捕まえられるハイタカやハヤブサが使われた。16世紀に自身の身体より大きい鶴や雉を捕るようにオオタカを用いた鷹狩をするようになり、江戸時代中期には盛んに行われた。
江戸幕府3代将軍徳川家光も、鷹狩を好んで行っていたという逸話が伝わっている。家光公が寛永年間に狩猟をした際、愛鷹が行方不明になったことから、東京目黒の目黒不動尊（瀧泉寺）別当の実栄という僧に祈らせた。すると、鷹はたちまち境内の大きな松の枝に飛び戻ったことから、家光公は大いに喜び、この松を「鷹居の松」と命名した。現在、目黒不動尊には、家光公の愛鷹が舞い戻った松の跡に、新たな松が植えられており「鷹居の松跡」という史跡が残る。オオタカは優れたハンターだが、鷹狩に必要な技術は前者の鳥よりも高いものが求められたので、扱うには厳しい訓練が必要である。 現在、国内のオオタカの捕獲が禁止されているため、海外から輸入されるオオタカで伝統技術の承継が行われている。

### 生息数
日本国内では、生息地の大規模開発などによって数が激減し、1984年の調査で約400羽とされ、絶滅の恐れも指摘された。そのため、1993年に種の保存法が施行されると、オオタカは「希少野生動植物種」に指定され、保護対象となった。道路工事（上尾道路#オオタカ問題）や都市開発などで、オオタカの生息域が工事予定地と重なる場合、その生息や営巣に配慮されるようになった。結果、数は急速に回復し、2006年にはレッドデータブックから外され、2008年の調査では関東地方とその周辺だけでも生息数は約5800羽が確認された。
2017年8月には、 個体数が増えたとして「希少野生動植物」の解除が決定された。解除の施行は2017年9月21日。個体数の増加を理由とする指定解除は、ルリカケスについで2例目となる。なお、規制解除後も鳥獣保護法に基づき、学術研究などを除き、捕獲・流通・輸出入は規制される。

## 保全状態評価
- LEAST CONCERN (IUCN Red List Ver. 3.1 (2001))

- ワシントン条約附属書II類
- 準絶滅危惧（NT）（環境省レッドリスト）

- 国内希少野生動植物種（種の保存法） - 1993年

## 画像

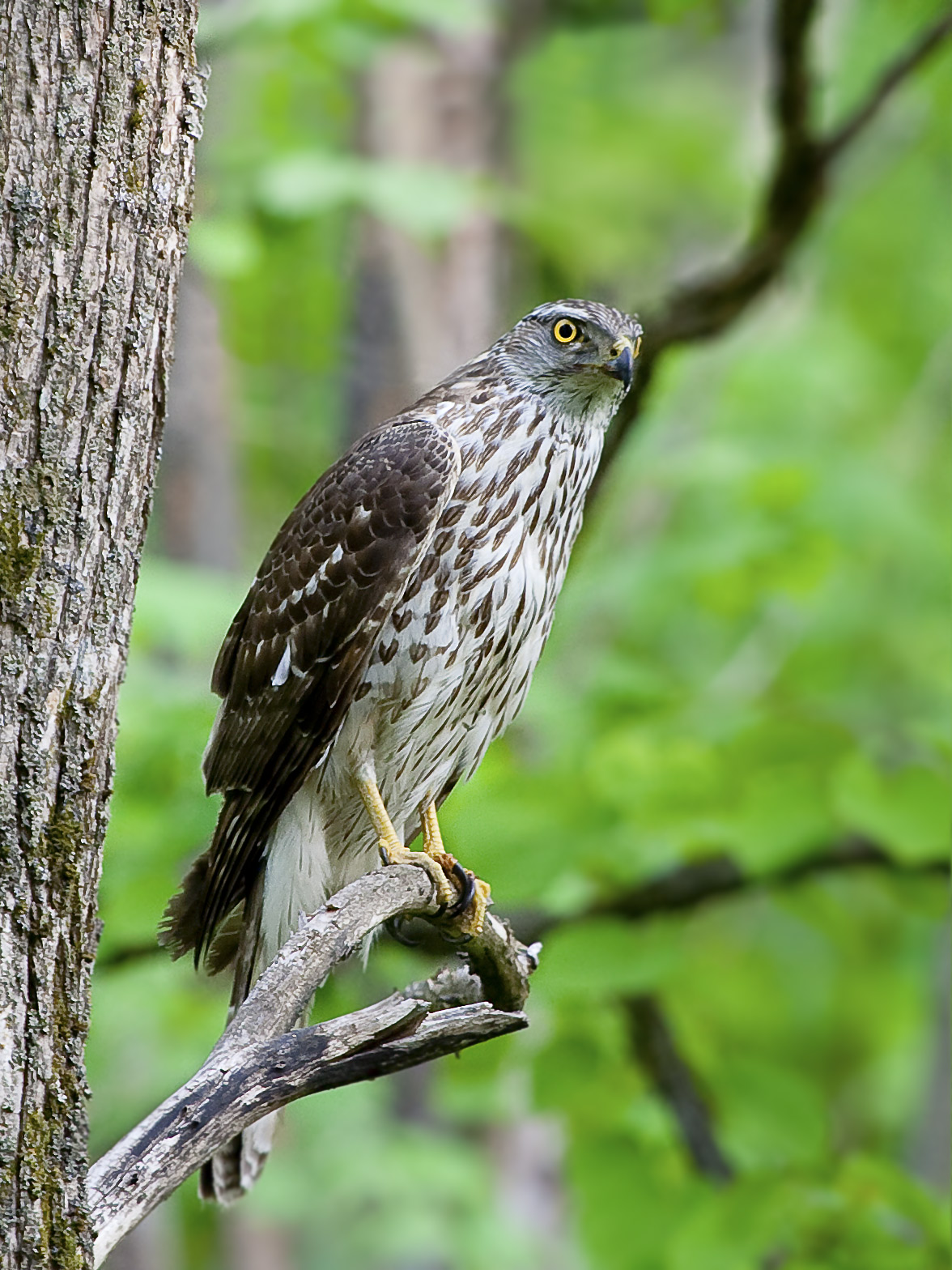
オオタカ幼鳥（撮影地：北海道）
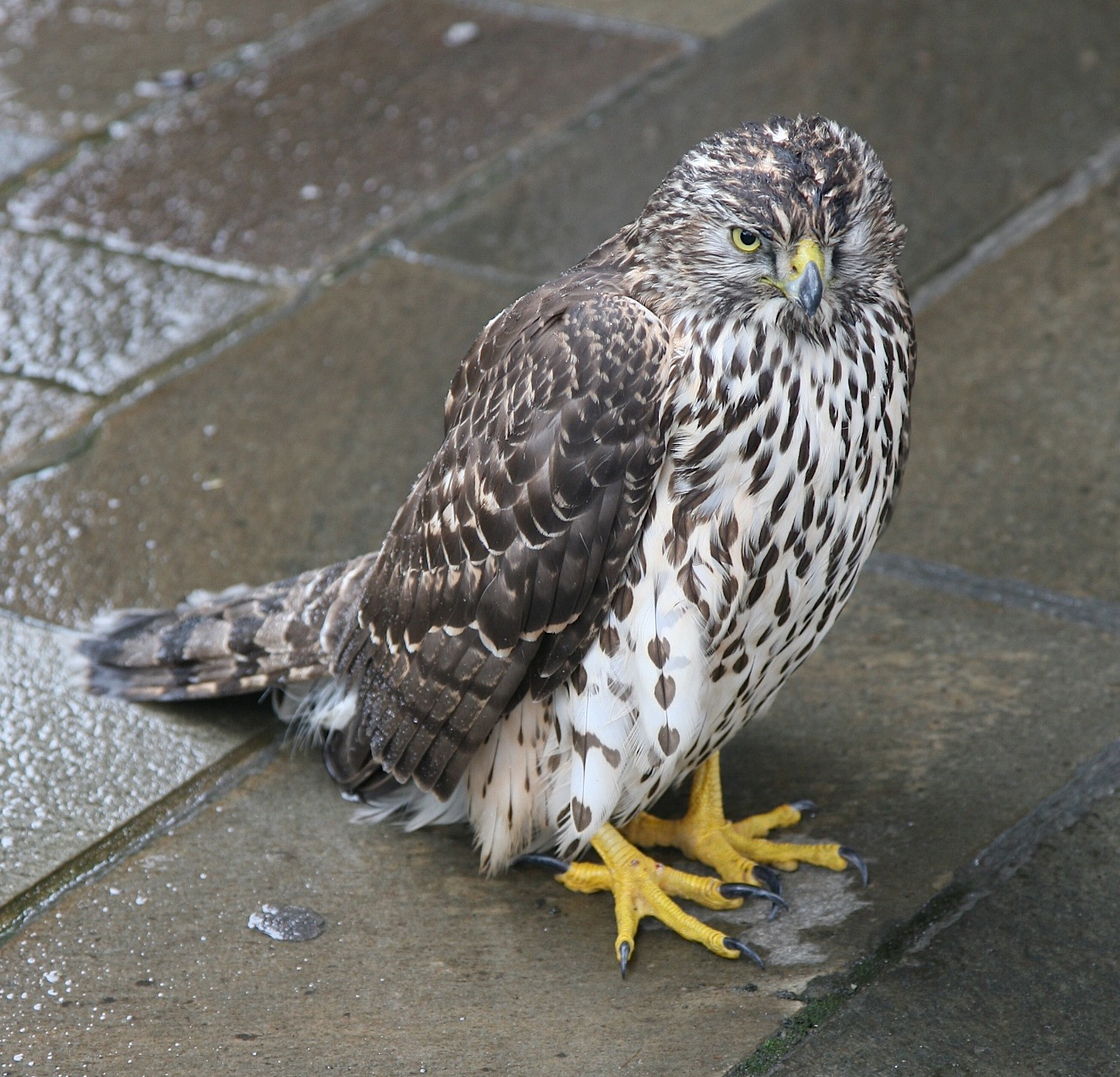
オオタカ幼鳥
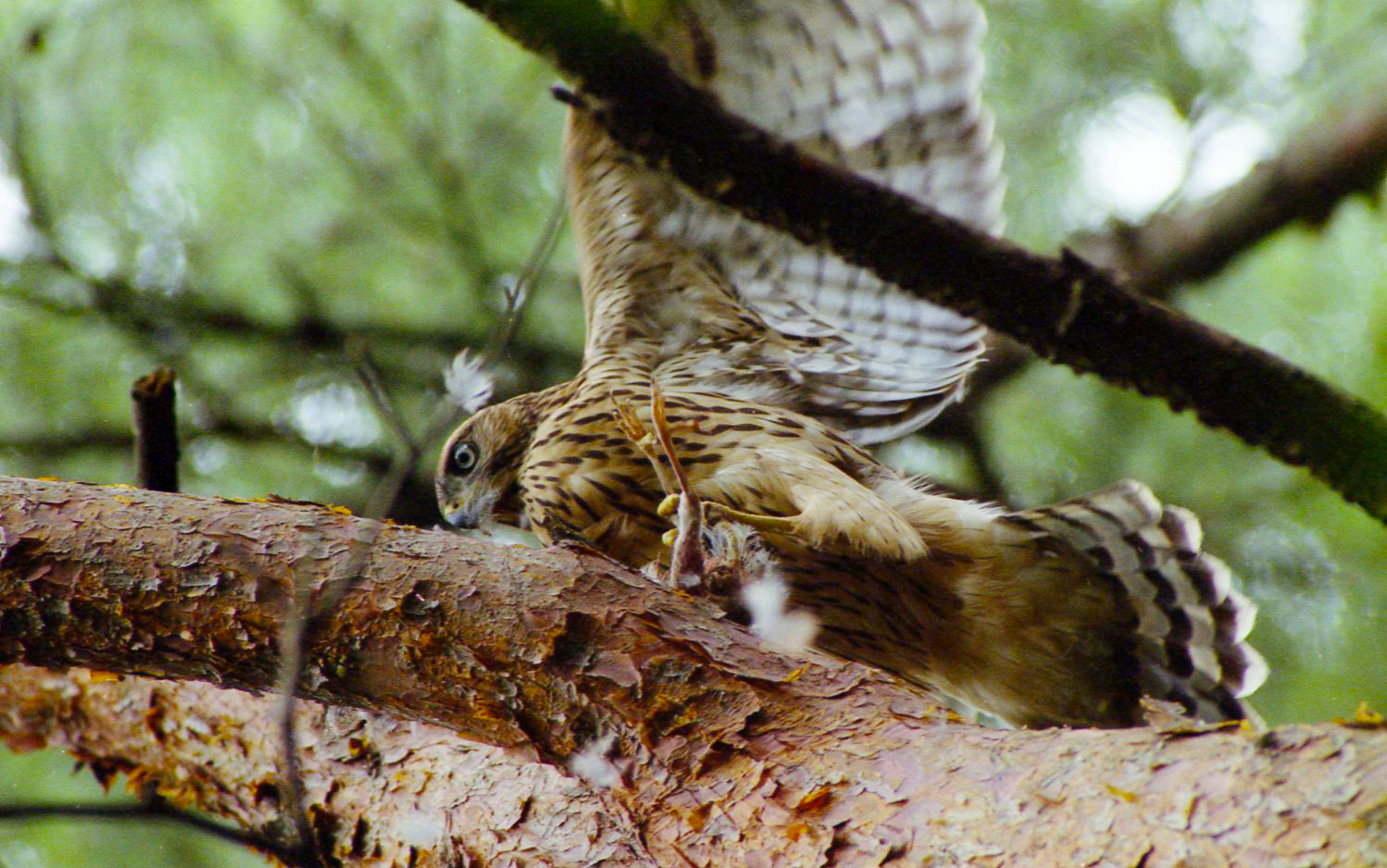
オオタカ幼鳥（撮影地：秋田県）